# Culex ramalingami
Culex ramalingami är en tvåvingeart som beskrevs av Sirivanakarn 1973. Culex ramalingami ingår i släktet Culex och familjen stickmyggor. Inga underarter finns listade i Catalogue of Life.